# اپریل فلاورز
آوریل فلاورز (انگلیسی: April Flowers؛ زاده ۲۸ مارس ۱۹۷۸) یک بازیگر پورنوگرافی اهل ایالات متحده آمریکا است.